# Miejsce na Ziemi
Miejsce na Ziemi (ang. Here on Earth) – amerykański melodramat z 2000 roku w reżyserii Marka Piznarskiego.

## Zarys fabuły
Bogaty student college'u, imieniem Kelley, podczas szaleńczej jazdy samochodem, demoluje prowincjonalną restaurację. Wyrokiem sądu, chłopakowi zostaje narzucona praca przez kilka tygodni wakacji, podczas których będzie on mieszkał u poszkodowanej rodziny – jego zadaniem jest odnowa placówki. Niespodziewanie Kelley zakochuje się w córce właścicieli restauracji, pięknej Sam.

## Obsada
- Chris Klein jako Kelvin 'Kelley' Morse
- Leelee Sobieski jako Samantha 'Sam' Cavanaugh
- Josh Hartnett jako Jasper Arnold
- Michael Rooker jako Malcolm Arnold
- Annie Corley jako Betsy Arnold
- Bruce Greenwood jako hrabia Cavanaugh
- Annette O’Toole jako Jo Cavanaugh
- Elaine Hendrix jako Jennifer 'Jen' Cavanaugh
- Stuart Wilson jako John Morse
- Ronni Saxon jako Robin Arnold
- Maureen O’Malley jako Patty
- Tac Fitzgerald jako Pete
- Jessica Stier jako Vanessa